# Риви, Роландо
Роландо Риви, полное имя — Рола́нд Мари́я Риви (итал. Rolando Rivi, 7 октября 1931 года, Кастелларано, Италия — 13 апреля 1945 года, Монкьо, Италия) — католический блаженный, мученик, семинарист, убитый итальянскими партизанами.

## Биография
Осенью 1942 года Роландо Риви поступил в семинарию, обучение в которой он был вынужден оставить в 1944 году из-за немецкой оккупации. Возвратившись домой, Роландо Риви, несмотря на усилившиеся антиклерикальные настроения, продолжал носить сутану. 10 апреля 1945 года Роландо Риви был схвачен итальянскими партизанами. После трёх дней издевательств и пыток Роландо Риви был расстрелян в лесу в окрестностях Палагано. 14 апреля 1945 года его тело забрали родственники и захоронили в Монкьо.
29 мая 1945 года тело Роналдо Риви перезахоронено на кладбище при церкви святого Валентина. 26 июня 1997 года мощи Роналдо Риви были перенесены в церковь святого Валентина.

## Прославление
7 января 2006 года архиепископ Модены начал процесс беатификации Риналдо Риви. В мае 2012 года ватиканская комиссия признала смерть Риналдо Риви мученической. 28 марта 2013 года Конгрегация по канонизации святых обнародовала декрет о признании мученичества Риналдо Риви и объявила его «слугой Божием».
5 октября 2013 года представитель Святого Престола префект Конгрегации по канонизации святых кардинал Анджело Амато объявил о беатификации Риналдо Риви во время святой мессе, которая проходила в Модене во Дворце спорта.